# Liste des provinces de Prusse
Le territoire de la Prusse se divisait avant la Première Guerre mondiale en douze provinces comprenant trente-sept districts administratifs.

## Liste des provinces du royaume de Prusse (1701-1918)
| Carte | Drapeau | Province                              | Fondation       | Dissolution     | Chef-lieu                                                 | Rattachement avant le royaume de Prusse (avant 1701) | Rattachement après le royaume de Prusse (après 1918)                                                                                            | Rattachement actuel | Commentaires |
| ----- | ------- | ------------------------------------- | --------------- | --------------- | --------------------------------------------------------- | --- | --- | --- | --- |
| rand  | rand    | Ville libre de Berlin                 | 1er avril 1881  | 25 février 1947 | Berlin                                                    | Berlin | Berlin | Berlin, ville-État | Depuis le 1er avril 1881, Berlin est devenue une ville-arrondissement (Stadtkreis) distincte de la Brandebourg,. |
| rand  | rand    | Province de Brandebourg               | 1815            | 25 février 1947 | Potsdam, Berlin (1827-1843)                               | Nouvelle-Marche Grand-duché de Posen Royaume de Saxe (Basse-Lusace) | Province de Brandebourg | Land de Brandebourg Berlin voïvodie de Lubusz | La province de Brandebourg comprend : - La partie de l’ancienne Marche-Électorale restée prussienne après le traité signé à Tilsit le 9 juillet 1807 ; - la majeure partie de la Nouvelle-Marche ; - des territoires acquis du royaume de Saxe par le traité signé à Vienne du 18 mai 1815 : ancien margraviat de Basse-Lusace, bailliages de Belzig, de Finsterwalde, de Senftenberg, de Dahme, de Jüterbog , de l'ancienne principauté de Saxe-Querfurt, du cercle de Thuringe ; - des parties du grand-duché de Posen. La Vieille-Marche partie de l’ancienne Marche-Électorale cédée au royaume de Westphalie par les traités de Tilsit, et recouvrée par l'acte final du congrès de Vienne du 9 juin 1815, est incorporée à la province de Saxe. La partie de l'ancien margraviat de Haute-Lusace, cédée par le royaume de Saxe par le traité de Vienne du 18 mai 1815, est incorporée à la province de Silésie. La province de Brandebourg est divisée en deux districts : - le district de la marche de Brandebourg, dont le chef-lieu est Potsdam ; - le district de Nouvelle-Marche et de Lusace dont le chef-lieu est Francfort-sur-l'Oder Le 1er mars 1816, le district de Berlin est créé. Son territoire comprend la ville de Berlin Le 1er janvier 1822, le district de Berlin est supprimé et son territoire incorporé à celui de Potsdam. La loi du 27 avril 1920, sur la formation de la nouvelle municipalité de Berlin crée le Grand Berlin, par incorporation au Vieux Berlin des sept villes de Charlottenburg, Cöpenick, Lichtenberg, Neukölln, Schöneberg, Spandau, Wilmersdorf ainsi que de cinquante-neuf communes rurales et vingt-sept territoires domaniaux. Elle fait du Grand Berlin une province séparée de la province de Brandebourg. La Constitution de l'État libre de Prusse confirme le Grand Berlin. Le 1er octobre 1938, la province de Posnanie-Prusse-Occidentale fut répartie entre les provinces de Brandebourg, de Poméranie et de Silésie. Le 21 mars 1939, la province de Brandebourg prend le nom de « marche de Brandebourg ». |
| rand  | rand    | Province de Prusse-Orientale          | 1772            | 1945            | Königsberg (actuelle Kaliningrad)                         | Duché de Prusse Grand-duché de Lituanie Petite Lituanie | Province de Prusse-Orientale Territoire de Memel                                                                                                | Voïvodie de Varmie-Mazurie Oblast de Kaliningrad Apskritis de Klaipėda (Territoire de Memel) Apskritis de Tauragė                                                          | La Prusse-Orientale est une province allemande, aujourd'hui disparue, qui fit partie du royaume de Prusse de 1773 à 1824 et de 1878 à 1918, puis de l'État libre de Prusse de 1919 à 1945. Située au bord de la mer Baltique, entre la Vistule et le Niémen. |
| rand  | ?       | Province de Nouvelle-Prusse-Orientale | 1795            | 1807            | ?                                                         | Voïvodie de Mazovie Voïvodie de Podlachie (Département de Białystok) | Duché de Varsovie Oblast de Belostok Voïvodie de Płock (Département de Płock)                                                                   | Voïvodie de Podlachie | Province du royaume de Prusse constituée en 1795 de territoires polonais annexés lors du troisième partage de la Pologne (régions de Białystok et de Płock) ; en 1807, lors des traités de Tilsit, les territoires de cette province sont annexés au duché de Varsovie ou à la Russie. |
| rand  | rand    | Province de Prusse                    | 3 décembre 1829 | 1er avril 1878  | Königsberg (actuelle Kaliningrad)                         | Province de Prusse-Orientale Province de Prusse-Occidentale | Province de Prusse-Orientale Province de Prusse-Occidentale Territoire de Memel                                                                 | Voïvodie de Poméranie occidentale Voïvodie de Varmie-Mazurie Oblast de Kaliningrad Apskritis de Klaipėda (Territoire de Memel) Apskritis de Tauragė                        | Formée à partir de la province de Prusse-Orientale et de la province de Prusse-Occidentale. |
| rand  | rand    | Province de Prusse-Occidentale        | 1815            | 1920            | Danzig (actuelle Gdańsk)                                  | Prusse royale Duché de Prusse République de Dantzig | Province de Prusse-Occidentale Ville libre de Dantzig                                                                                           | Voïvodie de Poméranie occidentale Voïvodie de Varmie-Mazurie Voïvodie de Couïavie-Poméranie                                                                                | Province du royaume de Prusse, située sur la mer Baltique, établie en 1773 à la suite du premier partage de la Pologne, sur le territoire de la Prusse royale. Sa capitale était Dantzig. Cette province existe jusqu'en 1824, date de sa fusion avec la province de Prusse-Orientale pour former la province de Prusse ; elle est rétablie en 1878 et disparaît en 1920 conformément aux stipulations du traité de Versailles. Après la Première Guerre mondiale, le traité de Versailles démantèle la province en créant le corridor de Dantzig attribué à la Pologne et en faisant de Dantzig une ville libre. La Vistule devient la frontière entre la Pologne et l'Allemagne. Les territoires des provinces de Prusse-Occidentale et de Posnanie qui ne passent pas à la Pologne constituent alors une nouvelle province, appelée Posnanie-Prusse-Occidentale. La province de Prusse-Orientale, qui reste allemande, se retrouve donc isolée du reste du pays par le corridor. Après la Seconde Guerre mondiale, tout le territoire de l'ancienne province est rattaché à la Pologne et, depuis 1998, est rassemblé dans la voïvodie de Poméranie. |
| rand  | ?       | Province de Prusse-Méridionale        | 1793            | 1807            | Poznań, Varsovie                                          | Voïvodie de Posen Voïvodie de Kalisz Voïvodie de Gniezno Voïvodie de Sieradz Voïvodie de Łęczyca (en) Voïvodie de Brzesc Kujawski (en) Voïvodie de Płock Voïvodie de Rawa | Duché de Varsovie Voïvodie de Poznań | Voïvodie de Grande-Pologne Voïvodie de Łódź Voïvodie de Couïavie-Poméranie Voïvodie de Mazovie                                                                             | Province du royaume de Prusse qui a existé de 1793 à 1807, incluant les villes de Poznań et de Varsovie. Elle est formée de territoires polonais annexés lors des deuxième et troisième partages de la Pologne. Lors du partage du Deuxième partage de la Pologne (1793), par le traité de Grodno, le roi de Pologne cède au roi de Prusse les villes de Dantzig et de Thorn, la partie de la Grande-Pologne située à l'ouest d'une ligne déterminée par le traité, incluant les voïvodies de Gniezno, Poznań, Sieradz, Kalisz, Płock, Brzesc Kujawski (en), Inowrocław (en), la région de Dobrzyń et une partie des voïvodies de Cracovie, Rawa et Mazovie. La Prusse-Méridionale est bordée, à l'ouest, par la Nouvelle-Marche (Neumark), partie orientale du margraviat de Brandebourg (Mark Brandenburg), au nord, par le district de la Netze (Netzedistrikt), partie méridionale de la province de Prusse-Occidentale. Après le troisième partage de la Pologne, les pays de Dobrzyń et de Płock situés au nord-est de la Vistule, sont transférés à la Nouvelle-Prusse-Orientale tandis que la Prusse-Méridionale s'agrandit de l'ancienne province de Mazovie. Au sud-est, la Pilica est la frontière avec la Petite-Pologne qui attribuée à l'Autriche. Au sud-ouest, la Prusse-Méridionale jouxte la province de Silésie et la Nouvelle-Silésie, petite province incluant l'ancien duché de Sievers. Varsovie devient le chef-lieu de la province à la place de Poznań. Un certain nombre de fonctionnaires prussiens sont nommés. La Prusse-Méridionale était divisée en trois départements : le département de Kalisz, le département de Poznań et le département de Varsovie, eux-mêmes divisés en districts. |
| rand  | rand    | Province du grand-duché de Posen      | 1815            | 1848            | Posen (actuelle Poznań)                                   | Duché de Varsovie | Province de Posnanie | Voïvodie de Grande-Pologne | Le grand-duché est créé en 1815 à partir de la plus grande partie des territoires de la province historique de Grande-Pologne, relevant auparavant du duché de Varsovie, rétrocédés (Les territoires du duché de Varsovie avaient été prussiens de 1795 à 1807, à la suite du Troisième partage de la Pologne) lors du congrès de Vienne à la Prusse, alors que le reste du duché devient le royaume de Pologne dévolu au tsar Alexandre 1er. Le grand-duché est donc formé de la partie occidentale du duché de Varsovie (les départements de Poznań, Bydgoszcz, et une partie de celui de Kalisz). Les clauses du traité de Vienne prévoient pour les Polonais une garantie d'auto-administration et de libre développement. En 1817, Chełmno (Kulm en allemand) est détaché du grand-duché et rattaché à la province de Prusse-Occidentale. |
| rand  | rand    | Province de Posnanie                  | 1848            | 1919            | Posen (actuelle Poznań)                                   | Province du grand-duché de Posen | Posnanie-Prusse-Occidentale Voïvodie de Poznań                                                                                                  | Voïvodie de Grande-Pologne | Lors du Premier partage de la Pologne (1772) la Prusse annexa le Nord jusqu'à la Netze, donnant naissance au district de la Netze destiné à la colonisation. Au cours du Deuxième partage de la Pologne (1793), la Prusse annexa le reste du pays, ainsi que d'autres territoires de Pologne qui formèrent la province de Prusse-Méridionale. Après la défaite de la Prusse contre la France de Napoléon Ier, les territoires annexés furent transférés, selon les termes des traités de Tilsit (1807) en quasi-totalité au duché de Varsovie. Dans le cadre de la recomposition du paysage allemand après la chute de l'Empire napoléonien, les Coalisés proposèrent à la Prusse au congrès de Vienne (1815) de recouvrer une partie de la Grande-Pologne et donc de faire renaître la province prussienne de Posnanie. Le Nord-ouest de l'ex-district de la Netze, groupé autour de Deutsch Krone et de Flatow demeura intégré à la province de Prusse-Occidentale, à laquelle il était rattaché depuis 1807. Jusqu'en 1920, on conserva une partition en deux régions administratives : la région de Posen et celle de Bromberg, qui devinrent plus tard ville-arrondissement et arrondissements. |
| rand  | rand    | Province de Poméranie                 | 1815            | 1945            | Stettin (actuelle Szczecin)                               | Duché de Poméranie Poméranie suédoise | Province de Poméranie | Voïvodie de Poméranie occidentale Voïvodie de Poméranie Land de Mecklembourg-Poméranie-Occidentale                                                                         | Ancienne province (1815-1945) du royaume de Prusse (1815-1918), puis de l'État libre de Prusse (1919-1945). A été créée à partir de la Poméranie centrale (en), du Sud de la Poméranie occidentale et de la Poméranie suédoise. A été construite sur le territoire de l'ancien duché de Poméranie, divisé entre la Brandebourg-Prusse et la Suède. |
| rand  |         | Province du Bas-Rhin                  | 1815            | 1822            | Coblence                                                  | Électorat de Trèves Ville libre d'Aix-la-Chapelle Palatinat du Rhin Duché de Luxembourg Duché de Limbourg Canton de Malmedy                                               | Province de Rhénanie | Land de Rhénanie-Palatinat Land de Rhénanie-du-Nord-Westphalie (district de Cologne) Land de Sarre                                                                         | La province fut créée en 1815 à la suite de la chute du Premier Empire napoléonien puis dissoute en 1822. |
| rand  | rand    | Province de Rhénanie                  | 27 juin 1822    | 1945            | Coblence                                                  | Grand-duché du Bas-Rhin Province de Juliers-Clèves-Berg | Province de Rhénanie Territoire du bassin de la Sarre Cantons de l'Est                                                                          | Land de Rhénanie-du-Nord-Westphalie Land de Rhénanie-Palatinat Land de Sarre Cantons de l'Est                                                                              | Formée en 1822 à partir de l'ancien grand-duché du Bas-Rhin et de la province de Juliers-Clèves-Berg. Sous le premier Empire, elle formait les départements de la Sarre, de Rhin-et-Moselle, de la Roer, et la plus grande partie du grand-duché de Berg. C'était la région minière et industrielle la plus importante de l'Empire allemand, grâce aux mines de houille et de fer de la Ruhr. Sous la république de Weimar, la Province de Rhénanie continua d'être une province de l'État libre de Prusse, lui-même un land allemand. Toutefois en 1920, le bassin de la Sarre (district de Trèves) et les cantons d'Eupen et de Malmedy en furent détachés. Un mouvement favorable à l'autonomie vis-à-vis de la Prusse (Adenauer) fut relayé par un autre plus favorable à une sécession d'une République rhénane vis-à-vis de l'Allemagne. Elle fut finalement partagée en deux par les Alliés en 1946 : la partie nord, en zone d'occupation britannique, fut rattachée à la Westphalie pour former le nouveau land de Rhénanie-du-Nord-Westphalie, tandis que la partie sud, en zone d'occupation française, fut le 30 août 1946 associée au Palatinat rhénan et à la Hesse rhénane pour former le land de Rhénanie-Palatinat. |
| rand  | rand    | Province de Hesse-Nassau              | 7 février 1868  | 1er avril 1944  | Cassel                                                    | Électorat de Hesse Duché de Nassau Ville libre de Francfort Grand-duché de Hesse Royaume de Bavière                                                                       | Province de Hesse-Nassau État libre de Bavière                                                                                                  | Land de Hesse Land de Rhénanie-Palatinat Land de Thuringe État libre de Bavière                                                                                            | En 1868, deux ans après la guerre austro-prussienne, Hesse-Nassau est devenue province du royaume de Prusse à partir de l'Électorat de Hesse, du duché de Nassau, de la Ville libre de Francfort, de régions conquises par le royaume de Bavière et par le grand-duché de Hesse. |
| rand  | rand    | Province de Hohenzollern              | 6 avril 1850    | 25 février 1947 | Sigmaringen                                               | Principauté de Hohenzollern-Sigmaringen Principauté de Hohenzollern-Hechingen                                                                                             | Province de Hohenzollern | Land de Bade-Wurtemberg | Le pays de Hohenzollern a été créé en 1850 par la fusion des principautés de Hohenzollern-Sigmaringen (cédée par Charles-Antoine de Hohenzollern-Sigmaringen) et de Hohenzollern-Hechingen (cédée par Constantin de Hohenzollern-Hechingen) après que ces deux états indépendants eurent été annexés par la Prusse. Le Hohenzollern a été dirigé par la branche protestante de la famille des Hohenzollern. |
| rand  |         | Province de Juliers-Clèves-Berg       | 1815            | 27 juin 1822    | Cologne                                                   | Duché de Juliers Duché de Clèves Duché de Berg Département de la Roer | Province de Rhénanie | Land de Rhénanie-du-Nord-Westphalie (district de Düsseldorf et district de Cologne)                                                                                        | Créée en 1815 à la suite de la chute du Premier Empire napoléonien, la province de Juliers-Clèves-Berg, avec comme chef-lieu Cologne, recouvrait essentiellement les territoires suivants : - La majeure partie de duché de Juliers. - Le duché de Clèves (Avant les conquêtes napoléoniennes, le duché de Clèves avait fait partie de l'État prussien depuis 1609). - Le duché de Berg. Le 22 juin 1822, cette province fusionna avec le grand-duché du Bas-Rhin pour former la province de Rhénanie. |
|       | rand    | Principauté de Neuchâtel              | 1707/1814       | 1er mars 1848   | Neuchâtel                                                 | Principauté de Neuchâtel | Canton de Neuchâtel | Canton de Neuchâtel | Lors du décès en 1707 de Marie de Nemours, les Neuchâtelois se choisissent comme suzerain le roi de Prusse. En 1806, Napoléon, après avoir obtenu Neuchâtel par un échange avec le roi de Prusse, remet la principauté au maréchal Louis-Alexandre Berthier. En 1814, le roi de Prusse reprend officiellement possession de la principauté. Neuchâtel est reçu dans la Confédération suisse, avec pleine égalité de droits. La principauté de Neuchâtel adhère au pacte fédéral en 1814 et l'acte final du congrès de Vienne le ratifie et reconnaît au roi de Prusse la qualité de prince de Neuchâtel et à Neuchâtel, le statut de canton suisse. Ce n'est qu'avec la révolution du 1er mars 1848 que Neuchâtel perd son statut de principauté en échange de celui de république, pleinement intégré à la Suisse moderne. Il rompt les liens avec la monarchie prussienne qui ne s'en formalise pas, dans les faits en tout cas, car le traité de 1814 n'a pas officiellement été révoqué. En 1856 à la suite de l'affaire de Neuchâtel, une tentative de coup d'État monarchiste durant laquelle le roi de Prusse menace de prendre les armes contre Neuchâtel et qui se finit par l'arrestation des putschistes, les dirigeants européens menés par Napoléon III, peu enclins à voir les troupes prussiennes traverser le Rhin, réussissent la médiation qui enlève tout droit sur Neuchâtel au roi de Prusse et accorde définitivement le statut de pays neutre à la Suisse. À partir du 2 mars 1848, jour de la proclamation de la république, on peut dire qu'excepté cette affaire neuchâteloise, son histoire se confond avec celle de la Suisse. |
| rand  | ?       | Province de Nouvelle-Silésie          | 1795            | 1807            | Siewierz                                                  | Petite-Pologne (essentiellement le Duché de Sievers) | Duché de Varsovie | Voïvodie de Petite-Pologne Voïvodie de Silésie | Province du royaume de Prusse , créée en 1795, après le troisième partage de la Pologne, à partir de territoires polonais de la région de Petite-Pologne. En 1795, les territoires polonais attribués à la Prusse sont répartis entre trois provinces : la Nouvelle-Prusse-Orientale, la Prusse-Méridionale (où se trouve Varsovie) et la Nouvelle-Silésie, la plus petite (la Silésie, auparavant autrichienne, est prussienne depuis 1742). En 1806, la Prusse, membre de la Quatrième Coalition, est vaincue par Napoléon à Iéna et Auerstaedt, Berlin et Varsovie sont occupés par l'armée française. Le traité de Tilsit (9 juillet 1807) prive la Prusse de tous les territoires acquis en 1793 (deuxième partage de la Pologne) et 1795, attribués au duché de Varsovie, État polonais créé sous tutelle française. Cela concerne donc la Nouvelle-Silésie. Le territoire de la Nouvelle-Silésie correspond au bassin de Dabrowa aux environs des sources de la Warta, entre Cracovie et Częstochowa. La majeure partie provient du duché de Sievers, possession des évêques de Cracovie, incorporé en 1790 à la république des Deux Nations ; s'y ajoutent des terres situées entre les rivières Przemsza Blanche (Biała Przemsza) et Noire (Czarna Przemsza) et à l'est de la Warta. |
| rand  | rand    | province de Silésie                   | 1815            | 1945            | Breslau (actuelle Wrocław)                                | Silésie autrichienne Royaume de Saxe (Haute-Lusace) | Voïvodie de Silésie Province de Basse-Silésie Province de Haute-Silésie Région de Hlučín                                                        | Voïvodie de Silésie Voïvodie de Basse-Silésie Voïvodie d'Opole Voïvodie de Lubusz Land de Saxe Land de Brandebourg Land de Saxe District d'Opava Région de Moravie-Silésie | La Silésie prussienne correspondait à la partie de l'ancien duché de Silésie cédée au roi de Prusse, Frédéric II, en tant que prince-électeur de Brandebourg, par l'archiduchesse d'Autriche et impératrice consort du Saint-Empire romain germanique, Marie-Thérèse, en tant que reine de Bohême, après la première guerre de Silésie, par les préliminaire de paix de Breslau, du 11 juin 1742, confirmé par le traité de paix définitif de Berlin, du 28 juillet suivant, et délimité par le recès de Ratibor du 6 décembre suivant. La cession fut confirmée, après la deuxième guerre de Silésie, par le traité de Dresde du 25 décembre 1745 et, après la troisième guerre de Silésie et la guerre de Sept Ans, par le traité de Hubertsbourg du 15 février 1763. La province de Silésie fut créée par le règlement du 30 avril 1815, qui la divisa en quatre districts : - Basse-Silésie (Liegnitz/Legnica) ; - Breslau ; - Haute-Silésie (Opole) ; - Montagnes de Silésie (Reichenbach/Dzierżoniów). Le 14 octobre 1919, l'Assemblée constituante de l'État libre de Prusse adopta une loi érigeant le district d'Oppeln en province et divisant ainsi la province de Silésie en deux provinces distinctes : - la province de Haute-Silésie, ne comprenant que le district d'Oppeln (Opole) ; - la province de Basse-Silésie, comprenant les deux districts de Breslau (Wrocław) et de Liegnitz (Legnica). |
| rand  | rand    | Province de Saxe                      | 1815            | 1944            | Magdebourg                                                | Royaume de Saxe Duché de Magdebourg Électorat de Mayence État libre d'Anhalt                                                                                              | Province de Saxe | Land de Saxe-Anhalt Land de Thuringe Land de Brandebourg Land de Saxe | La province a été créée par le royaume de Prusse en 1816 sur les territoires suivants : - l'ancien duché de Magdebourg et principauté d'Halberstadt, qui faisait partie du royaume de Westphalie de 1807 à 1813 ; - les parties de la marche de Brandebourg, situées à l'ouest de l'Elbe, telles que l'Altmark ; - les territoires gagnés sur royaume de Saxe après la Bataille de Leipzig en 1813 (villes et territoires environnants de Wittemberg, Mersebourg, Naumbourg, Mansfeld, Querfurt et Comté de Henneberg) ; - le territoire donné à la Prusse après le recès de la Diète d'Empire de 1803 : les terres autour d’Erfurt (anciennement directement subordonnées à l'empereur français comme Principauté d'Erfurt), Eichsfeld (anciennement appartenant à l'Archevêché de Mayence) et aux anciennes villes impériales de Mühlhausen et Nordhausen. Lors de la dissolution du royaume de Prusse, la province de Saxe est rattachée à l'État libre de Prusse. Le 1er juillet 1944, la province de Saxe est subdivisée en trois régions : - la principauté d'Erfurt est donnée à l'État libre de Thuringe ; - la province de Magdebourg, construite à partir du district de Magdebourg ; - la province de Halle-Mersebourg |
| rand  | rand    | Province de Hanovre                   | 1866            | 1946            | Hanovre                                                   | Royaume de Hanovre | Province de Hanovre | Land de Basse-Saxe | Le royaume de Hanovre fut annexée par la Prusse en 1866. En 1946, lors de la création des Länder modernes, l'administration britannique unifia la province de Hanovre avec les États de Brunswick, d'Oldenbourg et de Schaumburg-Lippe pour former le land de Basse-Saxe. |
| rand  | rand    | Province du Schleswig-Holstein        | 12 février 1867 | 23 août 1946    | Kiel (1866-1879), Schleswig (1879-1917), Kiel (1917-1946) | Duché de Schleswig Duché de Holstein Duché de Saxe-Lauenbourg Ville libre et hanséatique de Lubeck Principauté de Lübeck                                                  | Jutland du Sud (Aabenraa, Altona, Hadersleben, Tønder, Wandsbek, Sønderborg) Province du Schleswig-Holstein État libre de Mecklembourg-Schwerin | Danemark du Sud (communes de Tønder, de Hadersleben, de Aabenraa et de Sonderburg) Land de Mecklembourg-Poméranie-Occidentale Land de Schleswig-Holstein                   | En 1864, la Convention de Gastein met fin à la guerre des Duchés. Le Danemark est alors contraint de céder ces deux territoires à l'Autriche et à la Prusse. Les Prussiens administrent le Schleswig, les Autrichiens gérant alors le Holstein. En 1866, Bismarck, le premier ministre prussien, dénonce une mauvaise gestion autrichienne dans le duché de Holstein. La guerre austro-prussienne éclate et la victoire de Sadowa écarte définitivement les Autrichiens de la Confédération germanique. Le Schleswig et le Holstein sont alors annexés à la Prusse en 1867 et la province est alors créée. Le duché de Lauenburg qui, à partir de 1865 avait une union personnelle avec le roi de Prusse, intégrait à son tour la province en 1876. |
| rand  | rand    | Province de Westphalie                | 1815            | 23 août 1946    | Münster                                                   | Duché de Westphalie (Principauté épiscopale de Münster, comtés de La Marck, de Ravensberg, Principauté de Minden, Principauté de Paderborn, Hagen)                        | Province de Westphalie | Land de Rhénanie-du-Nord-Westphalie (Principauté épiscopale de Münster, arrondissement de La Marck, District d'Arnsberg, District de Detmold, Arrondissement de Lippe)     | La Prusse possédait dès 1613 une partie de ce pays, mais la guerre de 1806 et 1807 (suivie de la paix de Tilsit) la lui fit perdre. À la suite de la bataille de Leipzig, la Prusse l'occupa, et l'incorpora à son territoire en 1814 au congrès de Vienne. Elle recouvrait les territoires suivants : le duché de Westphalie, principautés Minden, de Paderborn, de Corvey, de Siegen, de Münster ; les comtés de Tecklenburg, de Lingen, de Ravensberg, de la Marche ; la ville-libre de Dortmund ; le bailliage de Reckenberg. |

## Liste des provinces de l'État libre de Prusse (1918-1947)

### Provinces présentes dans la constitution de 1920
Aux termes de l'alinéa 1er de l'article 32 de la Constitution du 30 novembre 1920, l'État libre de Prusse est divisé en treize provinces, à savoir :
- onze provinces à diète provinciale : 1° la province de Prusse-Orientale ; 2° le province de Brandebourg ; 3° la province de Poméranie ; 4° la province de Basse-Silésie ; 5° la province de Haute-Silésie ; 6° la province de Saxe ; 7° la province du Schleswig-Holstein ; 8° le province de Hanovre ; 9° la province de Westphalie ; 10° la province de Rhénanie ; 11° la province de Hesse-Nassau ;
- deux provinces sans diète provinciale : la ville de Berlin et la marche de Posnanie-Prusse-Occidentale.

L'alinéa 3 de l'article précité ajoutait que :
- le pays de Hohenzollern était représenté au Conseil d'État par un membre élu par l'Assemblée régionale.

| Carte | Drapeau | Province                                | Fondation       | Dissolution     | Chef-lieu                                                 | Rattachement avant l' État libre de Prusse (avant 1918)                                                                                            | Rattachement sous l' Allemagne nazie (1934-1945) | Rattachement après l' État libre de Prusse (après 1947) | Rattachement actuel | Commentaires |
| ----- | ------- | --------------------------------------- | --------------- | --------------- | --------------------------------------------------------- | --- | --- | --- | --- | --- |
| rand  | rand    | Ville libre de Berlin                   | 1er avril 1881  | 25 février 1947 | Berlin                                                    | Berlin | Gau du Grand Berlin (de) | Berlin-Ouest Berlin-Est | Berlin, ville-État | Depuis le 1er avril 1881, Berlin est devenue une ville-arrondissement (Stadtkreis) distincte de la Brandebourg,. |
| rand  | rand    | Province de Brandebourg                 | 1815            | 25 février 1947 | Potsdam, Berlin (1827-1843)                               | Nouvelle-Marche Grand-duché de Posen Royaume de Saxe (Basse-Lusace)                                                                                | Gau de Marche de Brandenbourg (de) | voïvodie de Lubusz Land de Brandebourg Berlin-Est Berlin-Ouest | voïvodie de Lubusz Land de Brandebourg Berlin | La province de Brandebourg comprend : - la partie de l’ancienne Marche-Électorale restée prussienne après le traité signé à Tilsit du 9 juillet 1807 ; - la majeure partie de la Nouvelle-Marche ; - des territoires acquis du royaume de Saxe par le traité signé à Vienne du 18 mai 1815 : ancien margraviat de Basse-Lusace, bailliages de Belzig, de Finsterwalde, de Senftenberg, de Dahme, de Jüterbog , de l'ancienne principauté de Saxe-Querfurt, du cercle de Thuringe ; - des parties du grand-duché de Posen. La Vieille-Marche partie de l’ancienne Marche-Électorale cédée au royaume de Westphalie par le traité de Tilsit, et recouvrée par l'acte final du congrès de Vienne du 9 juin 1815, est incorporée à la province de Saxe. La partie de l'ancien margraviat de Haute-Lusace, cédée par le royaume de Saxe par le traité de Vienne due 18 mai 1815, est incorporée à la province de Silésie. La province de Brandebourg est divisée en deux districts : - le district de la marche de Brandebourg, dont le chef-lieu est Potsdam ; - le district de Nouvelle-Marche et de Lusace dont le chef-lieu est Francfort-sur-l'Oder Le 1er mars 1816, le district de Berlin est créé. Son territoire comprend la ville de Berlin Le 1er janvier 1822, le district de Berlin est supprimé et son territoire incorporé à celui de Potsdam. La loi du 27 avril 1920, sur la formation de la nouvelle municipalité de Berlin crée le Grand Berlin, par incorporation au Vieux Berlin des sept villes de Charlottenburg, Cöpenick, Lichtenberg, Neukölln, Schöneberg, Spandau, Wilmersdorf ainsi que de cinquante-neuf communes rurales et vingt-sept territoires domaniaux. Elle fait du Grand Berlin une province séparée de la province de Brandebourg. La Constitution de l'État libre de Prusse confirme le Grand Berlin. Le 1er octobre 1938, la province de Posnanie-Prusse-Occidentale fut répartie entre les provinces de Brandebourg, de Poméranie et de Silésie. Le 21 mars 1939, la province de Brandebourg prend le nom de marche de Brandebourg. Le 25 février 1947, par la loi no 46, les Alliés mettent formellement fin à la l'État libre de Prusse. L'ensemble des provinces passent sous administration alliée. |
| rand  | rand    | Province de Prusse-Orientale            | 1772            | 1945            | Königsberg (actuelle Kaliningrad)                         | Duché de Prusse Grand-duché de Lituanie Petite Lituanie                                                                                            | Gau de Prusse-Orientale | Voïvodie de Varmie-Mazurie Province de Prusse-Orientale (partie nord)                                                                                                  | Voïvodie de Varmie-Mazurie Oblast de Kaliningrad Apskritis de Klaipėda (Territoire de Memel) Apskritis de Tauragė                                                      | La Prusse-Orientale est une province allemande, aujourd'hui disparue, qui fit partie du royaume de Prusse de 1773 à 1824 et de 1878 à 1918, puis de l'État libre de Prusse de 1919 à 1945. Située au bord de la mer Baltique, entre la Vistule et le Niémen. |
| rand  | rand    | Province de Posnanie-Prusse-Occidentale | 1922            | 1938            | Schneidemühl (actuelle Piła)                              | Posnanie Prusse-Occidentale | Reichsgau du pays de la Warthe Gau de Mecklembourg (de) | Voïvodie de Grande-Pologne Land de Brandebourg Land de Mecklembourg-Poméranie-Occidentale                                                                              | Voïvodie de Grande-Pologne | La province de Posnanie-Prusse-Occidentale est née en 1919 de la fusion des territoires non donnés à la Pologne, à l'issue de la Première Guerre mondiale, et qui faisaient partie jusqu'alors des provinces de Posnanie et de Prusse-Occidentale. Le 1er octobre 1938, la province de Posnanie-Prusse-Occidentale fut dissoute et son territoire fut réparti entre les provinces du Brandebourg (arrondissements de Meseritz, de Schwerin, une partie de Bomst), de Poméranie (arrondissements de Deutsch Krone, Flatow, Schlochau, Schneidemühl, Notec) de Silésie (arrondissements de Fraustadt et une partie de Bomst). |
| rand  | rand    | Province de Poméranie                   | 1815            | 1945            | Stettin (actuelle Szczecin)                               | Duché de Poméranie Poméranie suédoise | Gau de Poméranie (de) | Voïvodie de Poméranie Voïvodie de Poméranie occidentale Land de Mecklembourg-Poméranie-Occidentale                                                                     | Voïvodie de Poméranie Voïvodie de Poméranie occidentale Land de Mecklembourg-Poméranie-Occidentale                                                                     | Ancienne province (1815-1945) du royaume de Prusse (1815-1918), puis de l'État libre de Prusse (1919-1945). A été créée à partir de la Poméranie centrale (en), du sud de la Poméranie occidentale et de la Poméranie suédoise. A été construite sur le territoire de l'ancien duché de Poméranie, divisé entre la Brandebourg-Prusse et la Suède. |
| rand  | rand    | Province de Rhénanie                    | 27 juin 1822    | 1945            | Coblence                                                  | Grand-duché du Bas-Rhin Province de Juliers-Clèves-Berg                                                                                            | Gau de Coblence-Trèves (de) Gau de Cologne-Aix-la-Chapelle Gau d'Essen (de) Gau de Sarre-Palatinat                                                                             | Cantons de l'Est Land de Rhénanie-du-Nord-Westphalie Land de Rhénanie-Palatinat Land de Sarre Land de Hesse                                                            | Cantons de l'Est Land de Rhénanie-du-Nord-Westphalie Land de Rhénanie-Palatinat Land de Sarre Land de Hesse                                                            | Formée en 1822 à partir de l'ancien grand-duché du Bas-Rhin et de la province de Juliers-Clèves-Berg. Sous le premier Empire, elle formait les départements de la Sarre, de Rhin-et-Moselle, de la Roer, et la plus grande partie du grand-duché de Berg. C'était la région minière et industrielle la plus importante de l'Empire allemand, grâce aux mines de houille et de fer de la Ruhr. Sous la république de Weimar, la Province de Rhénanie continua d'être une province de l'État libre de Prusse, lui-même un land allemand. Toutefois en 1920, le bassin de la Sarre (district de Trèves) et les cantons d'Eupen et de Malmedy en furent détachés. Un mouvement favorable à l'autonomie vis-à-vis de la Prusse (Adenauer) fut relayé par un autre plus favorable à une sécession d'une République rhénane vis-à-vis de l'Allemagne. Elle fut finalement partagée en deux par les Alliés en 1946 : la partie nord, en zone d'occupation britannique, fut rattachée à la Westphalie pour former le nouveau land Rhénanie-du-Nord-Westphalie, tandis que la partie sud, en zone d'occupation française, fut le 30 août 1946 associée au Palatinat rhénan et à la Hesse rhénane pour former le land de Rhénanie-Palatinat. |
| rand  | rand    | Province de Hesse-Nassau                | 7 février 1868  | 1er avril 1944  | Cassel                                                    | Électorat de Hesse Duché de Nassau Ville libre de Francfort Grand-duché de Hesse Royaume de Bavière                                                | Gau de l'électorat de Hesse (de) Gau de Bayreuth (de) Gau de Franconie (de) Gau de Hesse-Nassau (de) Gau de Franconie-Main Gau de Munich-Haute-Bavière (de) Gau de Souabe (de) | Land de Hesse Land de Rhénanie-Palatinat Land de Thuringe Bavière | Land de Hesse Land de Rhénanie-Palatinat Land de Thuringe État libre de Bavière                                                                                        | En 1868, deux ans après la guerre austro-prussienne, Hesse-Nassau est devenue province du royaume de Prusse à partir de l'Électorat de Hesse, du duché de Nassau, de la Ville libre de Francfort, de régions conquises par le royaume de Bavière et par le grand-duché de Hesse. |
| rand  | rand    | Province de Hohenzollern                | 6 avril 1850    | 25 février 1947 | Sigmaringen                                               | Principauté de Hohenzollern-Sigmaringen Principauté de Hohenzollern-Hechingen                                                                      | Gau de Wurtemberg-Hohenzollern (de) | Land de Bade-Wurtemberg | Land de Bade-Wurtemberg | Le pays de Hohenzollern a été créé en 1850 par la fusion des principautés de Hohenzollern-Sigmaringen (cédée par Charles-Antoine de Hohenzollern-Sigmaringen) et de Hohenzollern-Hechingen (cédée par Constantin de Hohenzollern-Hechingen) après que ces deux états indépendants eurent été annexés par la Prusse. Le Hohenzollern a été dirigé par la branche protestante de la famille des Hohenzollern. |
| rand  | rand    | Province de Basse-Silésie               | 14 octobre 1919 | 1945            | Breslau (actuelle Wrocław)                                | province de Silésie | Gau de Basse-Silésie (de) | Voïvodie de Silésie Voïvodie de Basse-Silésie Voïvodie d'Opole Land de Saxe                                                                                            | Voïvodie de Basse-Silésie Voïvodie d'Opole Land de Saxe | Ancienne province de l'État libre de Prusse, dont la capitale était Breslau (Wrocław). Née de la scission de la province de Silésie en 1919. Entre 1938 et 1941, elle fusionna de nouveau provisoirement à la province de Haute-Silésie afin de reconstituer une province silésienne unifiée. |
| rand  | rand    | Province de Haute-Silésie               | 14 octobre 1919 | 1945            | Opole                                                     | province de Silésie | Gau de Haute-Silésie (de) | Région de Hlučín Voïvodie d'Opole Voïvodie de Silésie | Région de Moravie-Silésie Voïvodie d'Opole Voïvodie de Silésie | Ancienne province de l'État libre de Prusse née de la scission de la province de Silésie en 1919. |
| rand  | rand    | Province de Saxe                        | 1815            | 1944            | Magdebourg                                                | Royaume de Saxe Duché de Magdebourg Électorat de Mayence État libre d'Anhalt                                                                       | Gau de Magdebourg-Anhalt (de) Gau de Saxe Gau de Thuringe (de) Gau d'Halle-Mersebourg (de)                                                                                     | Land de Saxe Land de Saxe-Anhalt Land de Thuringe Land de Brandebourg                                                                                                  | Land de Saxe Land de Saxe-Anhalt Land de Thuringe Land de Brandebourg                                                                                                  | La province a été créée par le royaume de Prusse en 1816 sur les territoires suivants : - l'ancien duché de Magdebourg et principauté d'Halberstadt, qui faisait partie du royaume de Westphalie de 1807 à 1813 ; - les parties de la marche de Brandebourg, situées à l'ouest de l'Elbe, telles que l'Altmark ; - le territoire gagné du royaume de Saxe après la bataille de Leipzig en 1813 (villes et territoires environnants de Wittemberg, Mersebourg, Naumbourg, Mansfeld, Querfurt et Comté de Henneberg) ; - et le territoire donné à la Prusse après le recès de la Diète d'Empire de 1803 : les terres autour de Erfurt (anciennement directement subordonnées à l'empereur français comme Principauté d'Erfurt), Eichsfeld (anciennement appartenant à l'Archevêché de Mayence) et aux anciennes villes impériales de Mühlhausen et Nordhausen. Lors de la dissolution du royaume de Prusse, la province de Saxe est rattachée au État libre de Prusse. Le 1er juillet 1944, la province de Saxe est subdivisée en trois régions : - la principauté d'Erfurt est donnée à l'État libre de Thuringe ; - la province de Magdebourg, construite à partir du district de Magdebourg ; - la province de Halle-Mersebourg. |
| rand  | rand    | Province de Hanovre                     | 1866            | 1946            | Hanovre                                                   | Royaume de Hanovre | Gau de Hanovre-Oriental (de) Gau de Hanovre-du-Sud-Brunswick (de) Gau de Weser-Ems (de)                                                                                        | Land de Basse-Saxe | Land de Basse-Saxe | Le royaume de Hanovre fut annexée par la Prusse en 1866. En 1946, lors de la création des Länder modernes, l'administration britannique unifia la province de Hanovre avec les États de Brunswick, d'Oldenbourg et de Schaumburg-Lippe pour former le land de Basse-Saxe. |
| rand  | rand    | Province du Schleswig-Holstein          | 12 février 1867 | 23 août 1946    | Kiel (1866-1879), Schleswig (1879-1917), Kiel (1917-1946) | Duché de Schleswig Duché de Holstein Duché de Saxe-Lauenbourg Ville libre et hanséatique de Lubeck Principauté de Lübeck                           | Gau de Schleswig-Holstein (de) Gau de Hambourg (de) | Jutland du Sud (Aabenraa, Altona, Hadersleben, Tønder, Wandsbek, Sønderborg) Land de Schleswig-Holstein                                                                | Danemark du Sud (communes de Tønder, de Hadersleben, de Aabenraa et de Sonderburg) Land de Schleswig-Holstein Land de Mecklembourg-Poméranie-Occidentale               | En 1864, la Convention de Gastein met fin à la guerre des Duchés. Le Danemark est alors contraint de céder ces deux territoires à l'Autriche et à la Prusse. Les Prussiens administrent le Schleswig, les Autrichiens gérant alors le Holstein. En 1866, Bismarck, le premier ministre prussien, dénonce une mauvaise gestion autrichienne dans le duché de Holstein. La guerre austro-prussienne éclate et la victoire de Sadowa écarte définitivement les Autrichiens de la Confédération germanique. Le Schleswig et le Holstein sont alors annexés à la Prusse en 1867 et la province est alors créée. Le duché de Lauenburg qui, à partir de 1865 avait une union personnelle avec le roi de Prusse, intégrait à son tour la province en 1876. |
| rand  | rand    | Province de Westphalie                  | 1815            | 23 août 1946    | Münster                                                   | Duché de Westphalie (Principauté épiscopale de Münster, comtés de La Marck, de Ravensberg, Principauté de Minden, Principauté de Paderborn, Hagen) | Gau Westphalie-du-Nord (de) Gau Westphalie-du-Sud (de) | Land de Rhénanie-du-Nord-Westphalie (Principauté épiscopale de Münster, arrondissement de La Marck, District d'Arnsberg, District de Detmold, Arrondissement de Lippe) | Land de Rhénanie-du-Nord-Westphalie (Principauté épiscopale de Münster, arrondissement de La Marck, District d'Arnsberg, District de Detmold, Arrondissement de Lippe) | La Prusse possédait dès 1613 une partie de ce pays, mais la guerre de 1806 et 1807 (suivie de la paix de Tilsit) la lui fit perdre. À la suite de la bataille de Leipzig, la Prusse l'occupa, et l'incorpora à son territoire en 1814 au congrès de Vienne. Elle recouvrait les territoires suivants : le duché de Westphalie , principautés Minden, de Paderborn, de Corvey, de Siegen, de Münster ; les comtés de Tecklenburg, de Lingen, de Ravensberg, de la Marche ; la ville-libre de Dortmund ; le bailliage de Reckenberg. |

### Provinces absentes de la constitution de 1920
| Carte | Drapeau | Province                          | Fondation        | Dissolution       | Chef-lieu                  | Rattachement avant l' État libre de Prusse (avant 1918)                                          | Rattachement après l' État libre de Prusse (après 1947)                                                         | Rattachement actuel | Commentaires |
| ----- | ------- | --------------------------------- | ---------------- | ----------------- | -------------------------- | ------------------------------------------------------------------------------------------------ | --- | --- | --- |
|       |         | Province de Rhénanie-Hesse-Nassau | 1945             | 30 août 1946      | Coblence                   | Province de Rhénanie Province de Hesse-Nassau                                                    | Land de Hesse Land de Rhénanie-Palatinat Bavière Land de Thuringe                                               | Land de Hesse Land de Rhénanie-Palatinat État libre de Bavière Land de Thuringe                                                           | De 1798 à 1815, une grande partie des territoires de l'actuelle Rhénanie-Palatinat, notamment ceux situés sur la rive gauche du Rhin, sont occupés par les armées françaises (République cisrhénane). En 1815, le congrès de Vienne rétrocède ces territoires au royaume de Prusse et à celui de Bavière, devenus membres de la nouvelle Confédération germanique. Le Land d'aujourd'hui est une création de l'administration d'occupation française, qui, depuis le 30 août 1946, englobe dans une même entité : le district du Palatinat, la Hesse rhénane et la partie sud de la Rhénanie prussienne. |
|       |         | Province de Rhénanie du Nord      | 1945             | 23 août 1946      | Düsseldorf                 | Province de Rhénanie (district d'Aix-la-Chapelle, district de Düsseldorf et district de Cologne) | Land de Rhénanie-du-Nord-Westphalie (district d'Aix-la-Chapelle, district de Düsseldorf et district de Cologne) | Land de Rhénanie-du-Nord-Westphalie (district d'Aix-la-Chapelle, district de Düsseldorf et district de Cologne)                           | Région administrative éphémère formée, au sein de la zone d'occupation britannique, à partir du Nord de la Province de Rhénanie à la fin de la Seconde Guerre mondiale. |
| rand  | rand    | Province de Hesse                 | 1er avril 1944   | 19 septembre 1945 | Cassel                     | Province de Hesse-Nassau                                                                         | Land de Hesse (district de Cassel et district de Giessen)                                                       | Land de Hesse (district de Cassel et district de Giessen)                                                                                 | Elle fut créée le 1er avril 1944, à partir de la scission en deux de la province de Hesse-Nassau dont elle constituait la partie septentrionale (le Sud devenant la province de Nassau). Son territoire correspondait approximativemant à celui de l’électorat de Hesse-Cassel. |
| rand  | rand    | Province de Nassau                | 1er avril 1944   | 19 septembre 1945 | Wiesbaden                  | Province de Hesse-Nassau                                                                         | Land de Hesse Land de Rhénanie-Palatinat                                                                        | Land de Hesse Land de Rhénanie-Palatinat                                                                                                  | Elle fut créée le 1er avril 1944, de la scission en deux de la province de Hesse-Nassau dont elle constituait la partie méridionale (le nord devenant la province de Hesse). Son territoire correspondait approximativement à celui de l'ancien duché de Nassau. |
| rand  | rand    | province de Silésie               | 1938             | 1941              | Breslau (actuelle Wrocław) | Province de Basse-Silésie Province de Haute-Silésie                                              | Voïvodie de Basse-Silésie Voïvodie d'Opole Voïvodie de Silésie Voïvodie de Lubusz Région de Hlučín Land de Saxe | Voïvodie de Basse-Silésie Voïvodie d'Opole Voïvodie de Silésie Voïvodie de Lubusz District d'Opava Région de Moravie-Silésie Land de Saxe | Le 14 octobre 1919, l'Assemblée constituante de l'État libre de Prusse adopta une loi érigeant le district d'Oppeln en province et divisant ainsi la province de Silésie en deux provinces distinctes : - la province de Haute-Silésie, ne comprenant que le district d'Oppeln (Opole) ; - la province de Basse-Silésie, comprenant les deux districts de Breslau (Wrocław) et de Liegnitz (Legnica). La province de Silésie fut rétablie en 1939 à la suite de la conquête de la Pologne par l'Allemagne nazie. En 1941, la province fut à nouveau scindée en Haute-Silésie et en Basse-Silésie. Elle fut restituée à la Pologne en 1945 à l’exception des districts de Bautzen et Görlitz, qui eux sont restés intégrés à la Saxe. |
| rand  |         | Province de Halle-Mersebourg      | 1944             | 1945              | Mersebourg                 | Province de Saxe État libre d'Anhalt                                                             | Land de Saxe-Anhalt                                                                                             | Land de Saxe-Anhalt | Ce territoire d'Allemagne orientale fut constitué en 1947 par la fusion de l'état libre d'Anhalt et de la province de Saxe prussienne. |
| rand  |         | Province de Magdebourg            | 1er juillet 1944 | 1945              | Magdebourg                 | Province de Saxe                                                                                 | Land de Saxe-Anhalt                                                                                             | Land de Saxe-Anhalt | La cité de Magdebourg, l'ancien archevêché sécularisé et l'Altmark sont annexés à la Prusse en 1680, devenant ainsi une place forte de la province prussienne de Saxe sur la grande route qui mène à Hanovre et au-delà au Rhin. La Prusse, héritière du Brandebourg, est déjà par sa possession de Magdebourg une puissance incontournable de la vallée moyenne de l'Elbe. Le droit municipal de Magdebourg est un modèle pour la Prusse. Prise par les divisions françaises pendant la campagne éclair de 1806, Magdebourg est occupée par les troupes du maréchal Ney puis rejoint tardivement le royaume de Westphalie en 1813 avant de devenir chef-lieu éphémère du département de l'Elbe. Elle est assiégée par les troupes prussiennes après la victoire décisive de la coalition à Leipzig, et récupérée diplomatiquement par le royaume de Prusse au congrès de Vienne en 1815. L'industrie très active dans ce grand port fluvial explique la croissance accélérée de la ville au XIXe siècle. |